# Доња Нормандија
Доња Нормандија је бивши регион на северу Француске. Регион је формиран 1956. године, када је историјска регија Нормандија подељена на Горњу и Доњу Нормандију, поново је обједињена са Горњом Нормандијом 2016. године.

## Историја
У овом делу Нормандије се одвило искрцавање америчких војника за време Другог светског рата.

## Администрација
Седиште регионалног већа Доње Нормандије се налази у Кану. Састоји се од 47 заступничких места.
Од локалних избора 2004. године на власти је левичарска коалиција странака (Социјалистичке партије и Зелених) са 28 мјеста у већу.
Десничарска странка УМП има 14 места у већу, а радикално десна ФН (Национални Фронт) има 5 заступничких места.

## Географија
Регија се састоји од три департмана: Калвадос, Манш и Орн.

## Економија
Регион је већином пољопривредно оријентисан с нагласком на сточарство. Индустријски сектор углавном укључује прераду текстила и воћа. У регији такође постоји неколико рудника гвожђа близу Кана. У последње време је посебно развијен и туризам. Регија посједује директне трајектне везе с Енглеском (лука Шербур). Занимљива туристичка атракција ове регије је и место искрцавања војника у Другом свјетском рату, које се налази у Калвадосу.

## Становништво
1999. године регија је имала 1 422 193 становника.

## Култура
Локални језик у Нормандији је нормандијски. Језик се још увијек користи, посебно у Доњој Нормандији.
Доња Нормандија је позната по великом броју писаца из ове регије. Познати писци који су писали на француском су: Ги де Мопасан и Гистав Флобер. Такође постоји и одређен број писаца који су писали на нормандијском језику.
Познати музички композитор Ерик Сати је такође родом из ове регије.